# Tentyria rotundata
Tentyria rotundata ist ein Käfer aus der Familie der Schwarzkäfer und der Unterfamilie der Pimeliinae. Die Gattung Tentyria ist in Europa mit fünf Arten vertreten, die Art Tentyria rotundata hat in Europa sieben Unterarten ausgebildet. Weitere Unterarten sind aus Kleinasien bekannt.

## Bemerkung zum Namen
1832 beschreibt Brullé aus dem Material, das im Rahmen der Morea-Expedition gesammelt wurde, die beiden Käfer Heliodromus rotundatus und Heliodromus angulatus. Brullé selbst äußert die Möglichkeit, dass es sich dabei vielleicht nur um die beiden Geschlechter des Käfers handelt, der in der berühmten Sammlung von Dejean unter dem Namen Tentyria grossa geführt wird. Heliodromus rotundatus und Heliodromus angulatus werden heute als Unterarten Tentyria rotundata rotundata und Tentyria rotundata angulata einer Art aufgefasst. Brullé spaltet Heliodromus als neue Gattung von der Gattung Tentyria ab. Diese Trennung wurde nicht beibehalten.
Der Name Helidromus ist von altgr. ήλιος „helios“ für „Sonne“ und -δρόμος „-dromos“ für „Läufer“ abgeleitet. Brullé bemerkt dazu, dass die Käfer der Gattung sich bei schlechtem Wetter verkriechen und bei Sommerwetter auf dem Boden herumlaufen.
Die Etymologie des Gattungsnamens Tentyria ist unklar. Als Latreille die Gattung 1802 aufstellt, erklärt er den Namen nicht. Nach Chevrolat ist er vom altgriechischen Eigennamen Τεντύρα (Tentyra) abgeleitet. Als Latreille 1802 die Gattung tentyrie, tentyria beschreibt, arbeitet er im Muséum national d’histoire naturelle in Paris. Im gleichen Jahr erscheint der Bericht der Reise durch Ägypten im Rahmen der Ägyptischen Expedition Napoleons von Dominique-Vivant Denon. Denon ist erster Direktor des Louvre nach dessen Öffnung für die Öffentlichkeit und erwähnt in seinem Buch vielfach die ägyptische Stadt (Dendera/Tentyra).
Den Namensteil rotundatus (lat. gerundet) bezieht sich auf die Form des Halsschilds. Der Namensteil angulatus (lat. gewinkelt, eckig) bezieht sich auf die Vorder- und Hinterwinkel des Halsschilds, die laut Brullé bei Heliodromus angulatus prägnanter ausgebildet sind als bei Heliodromus rotundatus.
1835 beschreibt Solier die Unterart Tentyria rotundata orbicollis als Art Tentyria orbicollis und die Unterart Tentyria rotundata mittrei als Variation von Tentyria barbara.  Der Namensteil mittrei ehrt den Sammler Mittre. Der Namensteil orbicollis (von lat. orbis für Kreis und collis für Halsschild) bezieht sich auf den annähernd kugelförmigen Halsschild.
Schuster beschreibt 1915 die Unterart Tentyria rotundata paganetti, die nach dem Entomologen Gustav Paganetti-Hummler benannt ist,  und 1936 die Unterart Tentyra rotundata sulcatipennis die nach der seichten, aber deutlichen Längsfurchung der Flügeldecken benannt ist (von lat. sulcātus gefurcht und pénna, Flügel, Flügeldecken) 1948 beschreibt Koch die Unterart Tentyria rotundata jonica, die nach ihrem Vorkommen auf den Ionischen Inseln benannt ist.

## Eigenschaften des Käfers
| |
| Abb. 1: Aufsicht Tentyria rotundata mittrei Weibchen |
| |
| Abb. 2: Kopf von oben, unten und der Seite, (Kiefer- taster links fehlt, Kiefertaster rechts unvollständig) teilweise getönt: hellblau: Auge, rot: Oberkiefer, ocker: Kiefertaster, grün: Lippentaster, weiß: Kinn, gelb: Kehleindruck, dunkelblau: Kehlfalte, lila: Längs- falte, Pfeilspitze grün: Spitze des Kopfschilds, Pfeil- spitze gelb: Behaarung der Oberlippe |
| |
| Abb. 3: zwei Abschnitte des Fühlers 3,4,7,8: Nummern der Fühlerglieder |
| |
| Abb. 4: Mundwerkzeuge; A: rechter Unterkiefer von unten, Pfeilspitze auf Haken der Innenlade; B: Ober- lippe von oben; C: Unterlippe mit Lippentaster von oben; D: rechter Oberkiefer von oben, grüne Pfeil- spitze: dritter Zahn, Pfeilspitze ocker: Frontalzähne |
| |
| Abb. 5: Prosternalapophyse, links in Aufsicht auf die Unterseite der Vorderbrust, rechts von der Seite, ge- tönt: rot: rechte Vorderhüfte, gelb: Hüftring, dunkel- blau: Schenkel des rechten Vorderbeins |
| |
| Abb. 6: Ausschnitt Flügeldecken, teilweise getönt blau: Schildchen, grün: Randwulst |
| |
| Abb. 7: Lebensraum: trocken, warm, wenig dicht bewachsen, hier Peloponnes nahe Taygetos |

Der Käfer wird bis zu 23 Millimeter lang. Er ist schwarz mit einer im lebenden Zustand mehr oder weniger intensiven violetten Verfärbung (Taxobild). Der Halsschild und die Flügeldecken  sind ungewöhnlich deutlich gegeneinander abgesetzt. Das Körperende ist etwas schwanzartig verlängert.
Der flache Kopf (Abb. 2) wird nur leicht geneigt nach vorn getragen. Er ist ungewöhnlich lang mit parallel zueinander verlaufenden Seiten. Er ist dicht und mäßig fein punktiert. Die Augen (Abb. 2 hellblau) sind stark queroval und liegen hauptsächlich in der oberen Hälfte der Kopfseite, ihr oberes Ende ist von oben sichtbar. Über den Augen verlaufen parallel zueinander zwei Längsfalten (Abb. 2 pink). Die elfgliedrigen Fühler (Abb. 3) sind unter einer Ausstülpung der Wangen eingelenkt. Sie reichen bis zum Rand der Flügeldecken. Die Fühler sind mäßig dicht punktiert, in jedem Punkt entspringt ein sehr kurzes, liegendes Härchen. Das dritte Fühlerglied ist fast walzenförmig und auffallend lang, mehr als doppelt so lang wie das zweite. Die letzten Fühlerglieder werden zunehmend kugelförmig, das letzte Fühlerglied ist wenig kleiner als das vorletzte und endet rötlich filzig behaart. Die Spitze des Kopfschilds ist bei manchen Arten der Gattung Tentyria als Zähnchen ausgebildet. Bei Tentyria rotundata ist sie ganz unauffällig oder höchstens nasenähnlich ausgeformt (Abb. 2 grüne Pfeilspitze). Die Oberlippe (Abb. 4 B) ist vorn flach abgerundet. Sie liegt in Ruhe weitgehend unter dem Kopfschild verborgen. Man erkennt jedoch auch dann ihre goldgelbe Behaarung (Abb. 2 gelbe Pfeilspitze). Die Oberkiefer sind kurz und enden in zwei übereinander liegenden Zähnen (Abb. 4 D, ockerfarbene Pfeilspitze). Hinter und über dem oberen dieser beiden Zähne befindet sich ein weiterer, etwas nach oben abstehender Zahn (Abb. 4 D grüne Pfeilspitze), der in der Regel auf der linken Seite deutlich schwächer ausgebildet ist.  Die Innenlade der Unterkiefer endet in einem Hornhaken (Abb. 4 blaue Pfeilspitze). Das Endglied der dreigliedrigen Lippentaster ist annähernd zylindrisch, das Endglied der viergliedrigen Kiefertaster ist groß und beilförmig.
Das Kinn (Abb. 2 hälftig weiß getönt) füllt den Kehlausschnitt aus und verdeckt die zweilappige Zunge völlig. Es endet zweizipfelig und hat eine seichte Längsfurche, Solier nennt es Mitra-förmig. Die Kehle zeichnet sich durch eine Querfalte aus (Abb. 2 dunkelblau). Diese ist besonders an den Enden kräftig ausgebildet. Die Falte durchläuft in der Mitte den Kehleindruck (Abb. 2 hälftig gelb getönt), der allen Arten der Gattung eigen ist.
Die Form des Halsschilds unterscheidet sich bei den Unterarten stark. Der Halsschild ist immer rundlich, die Basis wulstig gerandet, die Seiten fein gerandet, wobei der Rand vorn in der Mitte erlischt. Die Basis ist schmaler als das Vorderende. Aber ob der Halsschild mehr oder weniger herzförmig ist, ob die Wölbung mehr oder weniger ausgeprägt ist, ob die breiteste Stelle vor oder hinter der Mitte des Halsschilds liegt, das Verhältnis von Länge zu Breite und die Ausformung der Hinterecken sind bei den einzelnen Unterarten verschieden. Eine vergleichende Umrisszeichnung für die europäischen Unterarten, findet sich bei Koch und ist im Internet einsichtbar. Die Punktierung des Halsschildes entspricht etwa der des Kopfes. Die Halsschildbasis ist breit von der Flügeldeckenbasis abgesetzt.
Das Schildchen (in Abb. 6 blau getönt) ist sehr klein, fast dreieckig, mit abgerundeter Spitze.
Die Flügeldecken sind an der Basis schmaler als der Halsschild. Nach hinten verbreitern sie sich, erreichen die größte Breite etwa auf halber Länge und sind dort deutlich breiter als der Halsschild. Nach hinten sind sie ansatzweise schwanzartig verlängert. Die Punktierung ist viel schwächer und zerstreuter als auf Halsschild und Kopf. Rippen sind höchstens angedeutet. Bei Tentyria rotundata paganetti sind die Flügeldecken gerunzelt, bei Tentyria rotundata sulcatipennis schwach längs gefurcht. Die Basis der Flügeldecken ist gerandet, die Randung ist durch tiefe Punkte grob kreneliert. Bei manchen Unterarten erreicht die Basalrandung das Schildchen, bei anderen (wie in Abb. 6) erlischt sie, bevor sie das Schildchen erreicht.
Die Beine sind nicht auffallend lang. Die Vorderschienen sind beim Männchen leicht nach außen gebogen, beim Weibchen gerade. Alle Schienen haben zwei Enddornen. Die Tarsen der Hinterbeine sind viergliedrig, die der übrigen Beine dreigliedrig.
Das Prosternum hat vor seinem Hinterende einen Auswuchs ausgebildet (Prosternalapophyse, in Abb. 5 grüne Pfeilspitze), die selbst innerhalb der Unterarten sehr verschieden geformt sein kann. Die beiden auf dem Peloponnes vorkommenden Unterarten lassen sich jedoch durch die Form der Prosternalapophyse gut trennen. Bei der südlichen Unterart steht die Prosternalapophyse nach hinten ab und überragt von der Seite gesehen die Kontur der Vorderhüften (wie in Abb. 5) bei der nördlichen Unterart ist sie zum Körper hin nach unten gebogen, unauffällig, und von der Seite nicht sichtbar.

## Larven
Die Larven von Tentyria erinnern an Drahtwürmer.  Brust- und Hinterleibssegmente sind etwa gleich breit, der Körper ist im Querschnitt annähernd rund und nur wenig abgeplattet. Das neunte Hinterleibssegment ist in Aufsicht eiförmig verlängert und deckt das Körperende mit dem Nachschieber nach oben ab.  Die Beine sind kurz, die kräftigeren Vorderbeine sind als hakenförmige Grabbeine ausgebildet. Der Kopf ist etwas schmaler als das erste Brustsegment, die Mundwerkzeuge zeigen nach vorn.  Die ersten Larvenbeschreibungen der Gattung (Tentyria interrupta und Tentyria mucronata) stammen von Perris und wurden 1877 veröffentlicht. Abbildungen der Larven von Tentyria platyceps und von einer unbestimmten Tentyria findet man im Internet.

## Biologie
Man findet die Art an trockenwarmen Standorten vom Strand bis ins Gebirge. Die Larven leben im Boden. Sie bohren sich hauptsächlich mit Hilfe der Vorderbeine und der Außenecken der auf der Kopfunterseite liegenden Mandibeln durch das Substrat. Die Art bevorzugt sandige und sandig-lehmige Böden. Abb. 7 zeigt einen Fundort in den Vorbergen des Taygetos. Bei einem Vergleich verschiedener  Biotope in der Türkei wurde der Käfer in vier von fünf Biotopen angetroffen (Uferbereich, Grassteppe, Buschsteppe, Eichenwald), sie fehlte nur im Kastanienwald. Im Davraz-Gebirge wurden die Käfer im Rahmen einer Erfassung der Tenebrionidenfauna nur in den Zeitabschnitten April–Mai und August–Oktober in Höhen zwischen 1100 und 1900 Metern gefunden.  Die Tiere sind flügellos und bei gutem Wetter suchen sie rastlos nach Nahrung. Sie fressen an pflanzlichen und tierischen Resten aller Art. Nach Mulsant gehören die gefräßigsten aller Pimelidae (jetzt Pimeliinae) zur Gattung Tentyria, und die Käfer fressen auch lebende Gliedertiere, wenn diese sich überwältigen lassen. Bei einem Fütterungsversuch bevorzugte die Art deutlich Fleischköder gegenüber mit Käse bestückten Ködern.
Verschiedene Autoren erwähnen, dass die Körper lebender Exemplare der Gattung Tentyria von einer staubähnlichen Ausblühung bedeckt sind, die leicht abgerieben wird und dann vom Käfer nach Belieben (suivant leur volonté) erneuert werden kann. Der Belag wird mit dem Belag auf Pflaumen verglichen und verändert die schwarze Farbe in Richtung auf grau und blauviolett (vgl. Taxobild und Abb. 1).

## Verbreitung
Die Art  Tentyra rotundata ist nur in Südosteuropa, Kleinasien und Teilen Asiens zu finden. Von den europäischen Unterarten befindet sich am südlichsten das Verbreitungsgebiet der Unterart T. r. paganetti mit Zentrum Kreta. Nördlich davon kommt die Unterart T. r. sulcatipennis um die Insel Santorin und auf der Insel Anafi vor. Auf dem Südpeloponnes findet man die Unterart T. r. rotundata. Auf dem Nordpeloponnes, in Attika und östlich davon auf den nördlichen Kykladen ist die Unterart T. r. orbicollis verbreitet. Noch weiter östlich auf den Sporaden und den der Türkei vorgelagerten Inseln findet man die Unterart T. r. mittrei, deren Verbreitungsgebiet sich in Kleinasien fortsetzt. Das Vorkommen der Unterart T. r. jonica ist auf die Ionischen Inseln im Westen von Griechenland beschränkt. Am weitesten im Norden liegt das große Verbreitungsgebiet der Unterart T. r. angulata, das sich von Makedonien über Thessalien und Thrakien bis nach Serbien, Nordmazedonien und ins südwestliche Bulgarien erstreckt. Die Unterart wurde auch von der Insel Thasos gemeldet.  Die Art Tentyria roduntata kommt in weiteren Unterarten auch in Asien vor.